# Balsalazida
Balsalazida es vendida bajo la marca Colazide. Entre otras, es un medicamento utilizado para tratar la colitis ulcerosa  y la enfermedad de Crohn. En la CU se utiliza para enfermedades leves a moderadas y, por lo general, solo durante un máximo de 12 semanas. Este medicamento se toma por vía oral.
Los efectos secundarios de este medicamento incluyen dolor de cabeza, malestar estomacal, diarrea, dolor en las articulaciones e infecciones respiratorias. Otros efectos secundarios pueden incluir trastornos sanguíneos, cálculos biliares o un síndrome similar al lupus. La seguridad de este medicamento durante el embarazo no está claro. Puede ser necesaria una alternativa para personas con asma, problemas renales o hepáticos. La balsalazida pasa sin cambios por el estómago y el intestino delgado, y libera mesalazinacuando llega al intestino grueso, donde afecta la colitis ulcerosa.
Este medicamento se fabricó por primera vez en la década de 1980 y se aprobó para uso médico en el Reino Unido en 1997. Está disponible como medicamento genérico. En el Reino Unido, un suministro mensual de la dosis de mantenimiento le cuesta al NHS alrededor de 30 libras esterlinas a partir de 2021. En Estados Unidos esta cantidad cuesta alrededor de 74 dólares estadounidenses.